# Castanea seguinii
Castanea seguinii ist eine Kastanienart aus der Familie der Buchengewächse aus China.

## Merkmale
Castanea seguinii ist ein kleiner, laubabwerfender Baum oder Strauch, der eine Wuchshöhe von über 12 Metern, selten bis über 18 Metern erreicht. Der Stammdurchmesser erreicht über 1 Meter.
Die Nebenblätter sind 0,7 bis 1,5 Zentimeter groß, schmal lanzettlich und fallen während der Fruchtreife ab. Die wechselständigen Laubblätter sind kurz gestielt. Der Blattstiel ist 0,5 bis 1,5 Zentimeter lang. Die Blattspreite ist 6 bis 14 Zentimeter groß und eiförmig bis verkehrt-eiförmig oder elliptisch. Die Unterseite ist mit gelblich braunen oder gräulichen, schuppenähnlichen Drüsen bedeckt und weist bei jungen Blättern entlang der Blattadern eine leichte Behaarung auf. Die Blattbasis ist stumpf bis spitz bis gelegentlich leicht herzförmig, der Blattrand ist grob grannen- oder stachelspitzig gesägt und die Blattspitze zugespitzt. 
Männliche Blütenstände sind 5 bis 12 Zentimeter groß. Weibliche Blüten sind je Fruchtbecher eine oder wenige vorhanden. Der Fruchtbecher hat einen Durchmesser von 3–5 Zentimeter. Er ist mit dünn behaarten und stachelartigen, 6 bis 10 Millimeter großen Schuppen bedeckt. Je Fruchtbecher sind meist 2 oder 3, seltener auch mehr Nussfrüchte vorhanden. Diese haben einen Durchmesser von 1,5 bis 2 Zentimeter.
Die Art blüht von Mai bis Juli und fruchtet von September bis November.
Die Chromosomenzahl beträgt 2n = 24.

## Vorkommen
Castanea seguinii ist in China endemisch und dort in den Provinzen in Anhui, Fujian, Guangdong, Guangxi, Guizhou, Henan, Hubei, Hunan, Jiangsu, Jiangxi, Shaanxi, Shanxi, Sichuan, Yunnan und Zhejiang anzutreffen. Die Art wächst in mesophytischen Mischwäldern, Gehölzbeständen und Streuobstwiesen in Höhenlagen von 400 bis 2000 m.

## Nutzung
Castanea seguinii wird in Plantagen angebaut. Das Holz wird als Brennstoff genutzt, die Pflanze erhält dadurch einen strauchförmigen Wuchs. Die Nussfrüchte werden in den wärmeren Gebieten Chinas gesammelt, meist lokal verwertet und sind nur selten auf dem Markt verfügbar.